# Sint-Blasiuskerk (Nordhausen)
De stadsparochiekerk Sint-Blasius (Duits: Stadtpfarrkirche St. Blasii) is een protestants kerkgebouw in Nordhausen in Thüringen. Het is naast de domkerk en de in de nadagen van de laatste wereldoorlog vernietigde Sint-Nicolaaskerk een van de drie middeleeuwse kerkgebouwen in het historische stadscentrum van Nordhausen.

## Geschiedenis
Volgens een oorkonde van Hendrik VII zou er sprake zijn geweest van een voorganger uit circa 1220. Het schip van de kerk werd in de jaren 1487-1490 vervangen door een nieuwbouw. De laatromaanse-vroeggotische westelijke torens bleven hierbij bewaard.
Op 4 april 1945 leed de kruiskerk door bombardementen aanzienlijke schade aan de daken en het muurwerk, vooral in de oostelijke delen. De waardevolle Cranach-schilderijen van de kerk waren zekerheidshalve uit de kerk gehaald en werden opgeslagen in een kelder van een brouwerij, maar verbrandden daar.
Het herstelwerkzaamheden aan het muurwerk, de daken en de vernieuwing van het interieur werden tot 1949 gerealiseerd. Een wegens het instortingsgevaar van de torens ingezette restauratie van de kerk werd in 2004 afgesloten.

## Interieur

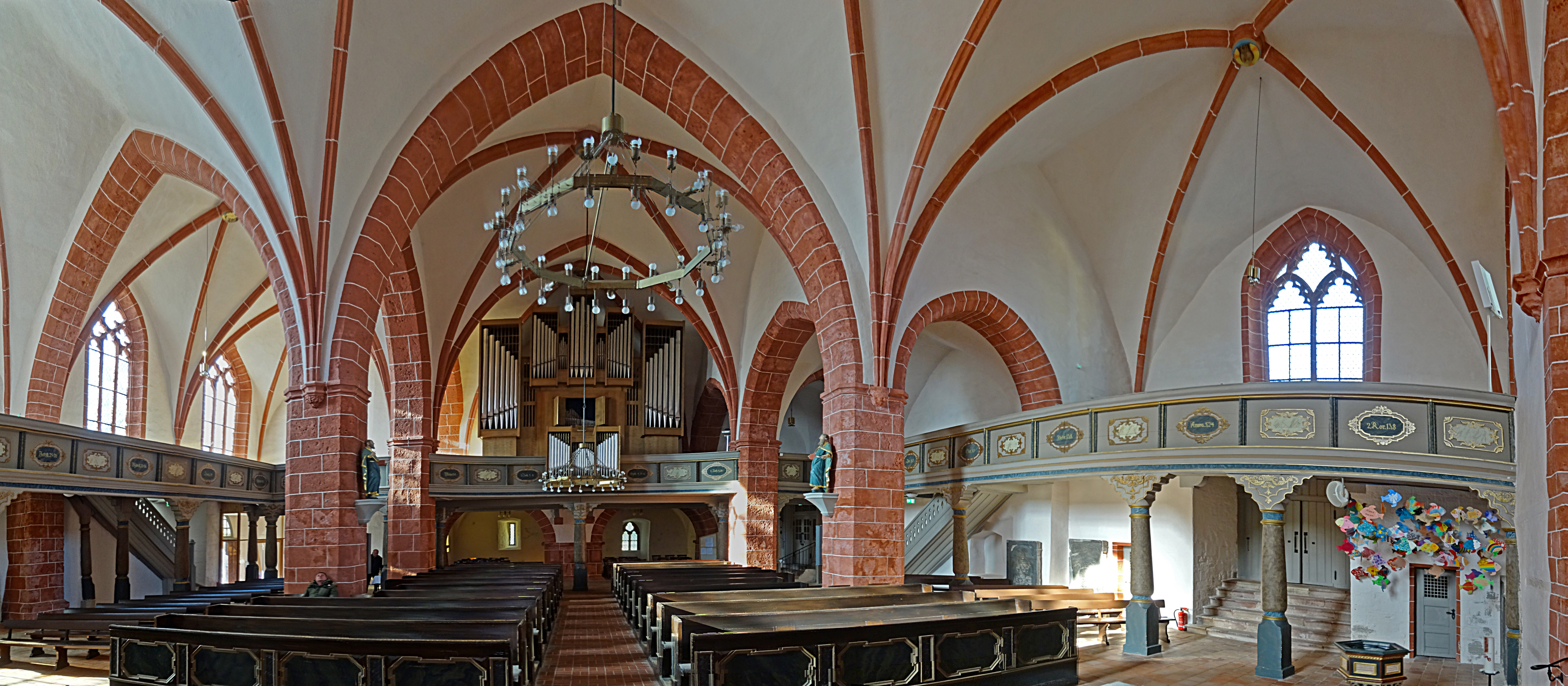
Interieur

- De kansel werd in oktober 1592 geplaatst en betreft een schenking van de burgemeester Cyriakus Ernst;
- Het epitaaf van burgemeester Michael Meyenburg in het koor betreft een kopie van het originele epitaaf, dat ooit door Lucas Cranach de Jongere werd beschilderd en sinds 1945 is verdwenen.
- De venster in het priesterkoor tonen voorstellingen uit de Bijbelse geschiedenis.
- Het orgel werd door de firma Schuster gebouwd en in 1991 ingewijd.
- Het doopvont stamt uit 1591.[1]